# Gunung Alue Pisangbueng
Gunung Alue Pisangbueng är ett berg i Indonesien.   Det ligger i provinsen Aceh, i den västra delen av landet, 1 700 km nordväst om huvudstaden Jakarta. Toppen på Gunung Alue Pisangbueng är 1 003 meter över havet.
Terrängen runt Gunung Alue Pisangbueng är lite bergig, och sluttar västerut.Runt Gunung Alue Pisangbueng är det mycket glesbefolkat, med 6 invånare per kvadratkilometer. I omgivningarna runt Gunung Alue Pisangbueng växer i huvudsak städsegrön lövskog.